# Horace Kallen
Horace Meyer Kallen (* 11. August 1882 in Bernstadt an der Weide, Landkreis Oels, Provinz Schlesien; † 16. Februar 1974 in Palm Beach, Florida) war ein jüdisch-amerikanischer Philosoph.
Sohn eines orthodoxen Rabbiners, kam Kallen noch als Kind im Jahr 1887 in die Vereinigten Staaten. Er erhielt seinen akademischen Abschluss (B.A.) im Jahr 1903 und seinen Doktor (Ph.D.) im Jahr 1908, beides an der Harvard University. Bis 1911 unterrichtete er dort Philosophie, anschließend bis 1918 an der University of Wisconsin. 1919 wurde er Professor an der neu gegründeten New School for Social Research in New York.
Als Pluralist begegnete Kallen allen extremen Vereinfachungen philosophischer und sozialer Probleme kritisch. Seiner Meinung nach führt Ablehnung von Komplexem und Schwierigem eher zu deren Verstärkung als zu einer Lösung, so wie die Ablehnung einer schrecklichen Realität Schreckliches erzeugt.
Mit anderen argumentierte er, dass kulturelle Vielfalt und nationaler Stolz einander nicht widersprechen. Daher würden ethnische Vielfalt und Respekt vor anderen Ethnien und Völkern die Vereinigten Staaten stärken. Ihm wird die Bildung des Ausdrucks „kultureller Pluralismus“ zugeschrieben.
Kallen war Ende der 1940er Jahre Mit-Initiator der Jewish Cultural Reconstruction, Inc., JCR, welche, nach Vorarbeiten seit August 1944, ab 1947 kraft Besatzungsrechts die Aufgabe erhielt, herren- und erbenlose jüdische Kulturgüter in Deutschland (v. a. Amerikanische Besatzungszone), insbes. Bücher, ganze Bibliotheken und Ritualgegenstände, an ihren Lagerorten aufzuspüren und zu sichern. Initiator dieser Aktion war Salo W. Baron, weitere bekannte Mitarbeiter, auch in der konkreten Sicherstellung, waren Hannah Arendt, Gershom Scholem, Judah Magnes und Max Weinreich.

## Ausgewählte Werke
Einige seiner Werke:
- Decline and Rise of the Consumer. 1936.
- Art and Freedom. 1942.
- Modernity and Liberty. 1947.
- The Liberal Spirit. 1948.
- Ideals and Experience. 1948.
- The Education of Free Men. 1950.
- Patterns of Progress. 1950.
- Cultural Pluralism and the American Idea. 1956.
- Utopians at Bay. 1958.
- Liberty, Laughter, and Tears. 1968.

## Notizen
1. ↑  Elisabeth Gallas: Kulturelles Erbe und rechtliche Anerkennung. Die JCR nach dem 2. Weltkrieg, in Stefanie Schüler-Springorum, Hg.: Jahrbuch für Antisemitismusforschung, 22. Metropol, Berlin 2013, ISBN 3863311558, S. 34–56.

| Personendaten    | Personendaten                                             |
| ---------------- | --------------------------------------------------------- |
| NAME             | Kallen, Horace                                            |
| ALTERNATIVNAMEN  | Kallen, Horace Meyer (vollständiger Name)                 |
| KURZBESCHREIBUNG | US-amerikanischer Philosoph und Hochschullehrer           |
| GEBURTSDATUM     | 11. August 1882                                           |
| GEBURTSORT       | Bernstadt an der Weide, Landkreis Oels, Provinz Schlesien |
| STERBEDATUM      | 16. Februar 1974                                          |
| STERBEORT        | Palm Beach, Florida                                       |